# Obereopsis moltonii
Obereopsis moltonii är en skalbaggsart som beskrevs av Stefan von Breuning 1959. Obereopsis moltonii ingår i släktet Obereopsis och familjen långhorningar. Inga underarter finns listade i Catalogue of Life.